# Chronologie de la France sous Louis XV
L'article présente une chronologie de la France sous le règne de Louis XV, qui s'étend de 1715 à 1774.

## Régence de Philippe d'Orléans

### 1715
- 1er septembre : Mort de Louis XIV, Louis XV devient roi à l'âge de cinq ans.
- 2 septembre : Le testament de Louis XIV organisant la régence pour son arrière-petit-fils Louis XV est lu en public
- 12 septembre : Un lit de justice enregistre les modifications apportées au testament de Louis XIV.

### 1716
- 2 mai : Création de la Banque générale et de la Compagnie d'Occident

- Début du système de Law, du nom de l'écossais John Law.

### 1717
- 4 janvier : Alliance défensive de La Haye entre la France, la Grande-Bretagne et les Provinces-Unies négocié entre l'abbé Dubois et Stanhope contre l'Espagne. Philippe d’Orléans achète « Le régent », un diamant d’un million de livres à Pitt, leader de l’opposition britannique.

### 1718
- 2 août : Traité de Cockpit. Formation de la Quadruple-Alliance composée de la France, du Royaume-Uni, des Provinces-Unies et de l'Empereur, pour le maintien du traité d'Utrecht contre l’Espagne.

### 1719
- 9 janvier : déclaration de guerre à l'Espagne

### 1720
- 20 juin : Début de la Peste de Marseille
- juin : Début de la banqueroute de Law

### 1721
- 14 octobre : Louis Dominique Cartouche est arrêté
- octobre : Fin de la Misère pour Marseille

### 1722
- 25 octobre : Sacre de Louis XV à la cathédrale de Reims

### 1723
- 23 février : Louis XV est déclaré majeur. Officiellement fin de la régence mais le Duc d'Orléans reste en poste en tant que premier ministre jusqu'à sa mort en décembre 1723. (à noter un bref passage du cardinal Dubois dans le même titre de février à juillet, date de sa mort)

## Ministériat du Duc de Bourbon

### 1724
- 14 mai : Déclaration contre les protestants qui doivent faire baptiser leurs enfants à l'église et se voient interdire les réunions clandestines.
- 18 juillet : Ordonnance sur la mendicité.

### 1725
- 5 juin : Établissement de l'impôt du cinquantième (2 %).
- 5 septembre : Mariage de Louis XV et de Marie Leszczyńska, fille de Stanislas Leszczyński, roi détrôné de Pologne (1677-1766).

### 1726
- 21 juin : Disgrâce du duc de Bourbon, le premier ministre.
- 25 juin : Le cardinal de Fleury (1653-1743) devient premier ministre.
- 19 août : Rétablissement de la Ferme générale des impôts.

## Ministériat de Fleury

### 1727
- Février : Les Espagnols mettent le siège devant Gibraltar. Les Britanniques demandent à la France d'intervenir.
- Mai : Début de l'affaire des convulsionnaires de Saint-Médard.

### 1729
- 4 septembre : Naissance du dauphin Louis, ce qui met fin à la rivalité dynastique franco-espagnole.
- 9 novembre : Traité de Séville où la France et la Grande-Bretagne acceptent que l'infant Charles, fils de Philippe V d'Espagne, succède au dernier des Farnèse dans les duchés de Parme et de Plaisance.

### 1730
- 24 juin : Déclaration érigeant la bulle Unigenitus en loi du royaume. Cette bulle publiée par le pape Clément XI condamne le jansénisme.

### 1731
- Ordonnance sur les donations.

### 1732
- 29 janvier : Le cimetière Saint-Médard est fermé au public (la foule y venait voir des miracles sur la tombe du diacre janséniste François de Pâris mort en 1727).
- Août : Crise parlementaire. Fleury oblige les parlements à enregistrer la bulle Unigenitus. Le roi déclara : « Le pouvoir de faire les lois et de les interpréter est essentiellement et uniquement réservé au roi. Le parlement n'est chargé que de veiller à leur exécution. »

### 1733
- 1er février : Mort du roi de Pologne, Auguste II. En France un parti puissant se constitue pour la restauration de Stanislas Leszczyński, ancien roi de Pologne et beau-père de Louis XV.
- 26 septembre : Traité de Turin franco-piémontais.
- 17 octobre : Rétablissement de l'impôt sur le dixième (10 %).

### 1734
- Voltaire (1694-1778) publie les Lettres anglaises.
- 1er avril : l'Empereur Charles VI déclare la guerre à la France.
- 18 juillet : Les français s'emparent de Philippsburg.

### 1735
- Ordonnance sur les testaments.
- 5 octobre : Préliminaires de paix franco-autrichiens.

### 1736
- 13 avril : Convention franco-autrichienne.
- 28 août : Règlement de la question de Lorraine.

### 1737
- 20 février : Disgrâce de Germain Louis Chauvelin, secrétaire d'État aux Affaires étrangères qui soutenait la politique anti-autrichienne de la reine d'Espagne.

### 1738
- 18 septembre : Signature du traité de Vienne. Stanislas renonce au trône de Pologne mais reçoit les duchés de Lorraine et de Bar.

### 1739
- 26 août : Mariage d'Élisabeth, fille aînée de Louis XV, et de l'infant Philippe d'Espagne.

## Guerre de Succession d'Autriche (1740-1748), et Mort de Fleury (1743)

### 1740
- Septembre : Le cardinal Fleury envoie deux escadres en Amérique pour aider l'Espagne en conflit avec la Grande-Bretagne.
- 19 octobre : Mort de l'empereur Charles VI sans héritier mâle ce qui provoque une crise de succession en Autriche.

### 1741
- Novembre : Les Français envahissent la Bohême.
- 25 novembre : Prise de Prague par les Français.

### 1742
- Janvier : Le Grand Électeur de Bavière est élu empereur sous le nom de Charles VII.
- 26 décembre : Retraite de Prague.

### 1743
- 29 janvier : Mort du cardinal Fleury.
- 27 juin : Défaite française à Dettingen contre l'armée britannico-hanovrienne.

### 1744
- 15 mars : Louis XV déclare la guerre à la Grande-Bretagne et à l'Autriche.
- Juillet-août : Insurrection à Lyon des ouvriers de l'industrie textile.
- Août : Le roi tombe gravement malade à Metz (épisode de Metz (1744)).

### 1745
- Début de la faveur de Mme de Pompadour.
- 11 mai : Bataille de Fontenoy remportée par les Français face aux Britanniques.

### 1746
- 21 février : Prise de Bruxelles par les Français.
- 21 mars : Traité franco-saxon.
- 11 octobre : Maurice de Saxe remporte la bataille de Rocoux face aux autrichiens.

### 1747
- Trudaine fonde l'école des Ponts et Chaussées
- Avril : Début de la guerre franco-hollandaise.
- 2 juillet : Victoire française à la Bataille de Lauffeld face aux Britanniques.
- 16 septembre : Prise de Berg-op-Zoom par les Français.

### 1748
- 28 octobre : Traité d'Aix-la-Chapelle, fin de la guerre de Succession d'Autriche.

### 1749
- 30 avril : Disgrâce de Maurepas.
- Mai : L'impôt du vingtième (5 %) est étendu à tous les revenus.

### 1750
- Janvier-mai : Émeutes à Paris qui font suite à la volonté du comte d'Argenson de moraliser Paris en expulsant vers la Louisiane les filles de mauvaise vie et les vagabonds.
- Février : suspension des États de Languedoc.
- Mai : Assemblée du clergé qui vote des remontrances contre l'impôt du vingtième.
- 25 novembre : Édit qui confère la noblesse héréditaire aux officiers ayant le grade de général.

## La montée des oppositions (1751-1757)

### 1751
- Janvier : Création de l'École militaire.
- 24 mars : Déclaration sur la réforme de l'Hôpital général.
- 1er juillet : Parution du premier volume de l'Encyclopédie.
- 23 décembre : Un édit suspend l'application du vingtième au clergé. Échec de la volonté de reforme fiscale et d'impôt sans privilégiés

### 1752
- 7 février : Mgr de Beaumont fait interdire la vente et la détention de l'Encyclopédie.
- Mars : Début de l'affaire des billets de confession.

### 1753
- 9 avril : Le parlement de Paris adresse des remontrances à Louis XV.
- 8 mai : Le parlement s'exile à Pontoise.
- 8 octobre : Retour du parlement de Paris.

## Hostilite coloniale franco-britannique (1754-1763)

### 1754
- Août : Dupleix est contraint de quitter les Indes.
- 23 août : Naissance à Versailles du futur Louis XVI.
- 26 décembre : Traité de Godeheu qui interdit aux compagnies britanniques et françaises toute activité politique en Inde. L'activité doit être strictement commerciale.

### 1755
- Mars : Le parlement déclare par un arrêt que la bulle Unigenitus n'a « ni le caractère ni les effets d'une règle de foi ».
- Avril : Le Conseil du roi casse l'arrêt du parlement.
- 10 juin : Deux vaisseaux français sont capturés par les Britanniques près de Terre-Neuve.

## Laguerre de Sept Ans(1756-1763)

### 1756
- 16 janvier : Frédéric de Prusse conclut un accord de garantie militaire avec la Grande-Bretagne.
- 1er mai : Traité de Versailles entre la France et l'Autriche.
- 28 juin : Les Français s'emparent de Minorque.
- 12 juillet : Traité franco-suédois contre la Grande-Bretagne.
- Octobre : Encyclique mettant fin à la querelle des billets de confession.

### 1757
- 2 janvier : Prise de Calcutta par les Britanniques.
- 5 janvier : Attentat de Damiens, Robert François Damiens blesse Louis XV d'un coup de canif. Il sera écartelé en place de Grève le 28 mars.
- 1er février : Louis XV renvoie ses deux ministres réformateurs, Machault d'Arnouville et le comte d'Argenson.
- 1er mai : Deuxième traité de Versailles franco-autrichien.
- 11 août : Prise de Hanovre par les Français.
- 8 septembre : Capitulation britannico-hanovrienne de Kloster Zeven.
- 5 novembre : Défaite de Soubise lors de la bataille de Rossbach face aux Prussiens.

### 1758
- 23 juin : Défaite française de Krefeld
- 9 octobre : Étienne François de Choiseul devient secrétaire d'État aux Affaires étrangères.

### 1759
- 8 mars : Seconde condamnation de l'Encyclopédie.
- 1er août : Défaite française à Minden.
- 18 septembre : Prise de Québec par les Britanniques.

### 1760
- 8 septembre : Capitulation de Montréal.
- 15 octobre : Victoire française à Clostercamp.

### 1761
- 16 janvier : Les Britanniques s'emparent de Pondichéry.
- 27 janvier : Choiseul devient secrétaire d'État à la Guerre.
- 31 mars : Propositions françaises de paix à la Grande-Bretagne.
- 8 mai : Condamnation des jésuites par le parlement.
- 15 août : « Pacte de famille » où les Bourbons de France, les Bourbons d'Espagne et les Bourbons de Naples se garantissent mutuellement assistance.

### 1762
- 10 mars : Exécution de Jean Calas à Toulouse, accusé d'avoir assassiné son fils pour l'empêcher de se convertir au catholicisme.
- 3 novembre : Préliminaires de paix à Fontainebleau.

### 1763
- 10 février : Traité de Paris : la France cède à la Grande-Bretagne le Canada, une partie de la Louisiane, la vallée de l'Ohio, la Dominique, Tobago, la Grenade, le Sénégal et son empire des Indes. Fin du premier espace colonial français.

## Le déclin de la Monarchie (1764-1774)

### 1764
- 15 avril : Mort de Mme de Pompadour.
- 4 juin : Cassation du jugement de Calas par le Conseil du roi.
- 5 juin : Début des affaires de Bretagne. Le procureur La Chalotais prend la tête d'une coalition de magistrats décidés à défendre les privilèges locaux.
- 19 juillet : Liberté du commerce des grains avec l'étranger.
- Novembre : Édit de Louis XV qui ordonne la suppression de la Compagnie de Jésus en France.

### 1765
- 9 mars : Réhabilitation de Calas.
- 22 mai : Démission du Parlement de Bretagne.
- 20 décembre : Mort du Dauphin, fils de Louis XV.

### 1766
- 23 février : Mort de Stanislas Leszczyński.
- 24 février : Rattachement de la Lorraine à la France.
- 3 mars : Séance de la Flagellation. Le roi se rend au parlement de Paris pour y fustiger les parlementaires pour les affaires de Bretagne.

### 1767
- Mai : Bannissement des jésuites hors de France.
- 21 octobre : Établissement des dépôts de mendicité

### 1768
- 15 mai : Traité de Versailles où la France acquiert la Corse.
- 24 juin : Mort de la reine de France Marie Leszczyńska.
- 16 septembre : René Nicolas de Maupeou devient garde des sceaux de France.

### 1769
- 8 mai : Défaite de Paoli à Ponte-Novo.
- 15 août : Naissance de Napoléon Bonaparte.

### 1770
- 4 avril - 22 juin : Procès du duc d'Aiguillon, commandant de Bretagne.
- 16 mai : Mariage du dauphin (futur Louis XVI) avec l'archiduchesse Marie-Antoinette d'Autriche.
- 27 novembre : Édit condamnant l'unité des corps des parlements et qui leur interdit de retarder l'enregistrement des édits.
- 24 décembre : Disgrâce de Choiseul.

### 1771
- 19 janvier : Exil du parlement de Paris.
- 23 février : Réforme judiciaire de Maupeou. Nomination d'un nouveau Parlement de Paris dont les membres ne sont plus propriétaires de leur charge.
- 6 juin : Le duc d'Aiguillon devient secrétaire d'État aux Affaires étrangères.
- Novembre : Edit de Terray qui proroge les deux impôt du vingtième.

### 1772
- 16 janvier : Deuxième mission d'exploration d'Yves de Kerguelen Tremarec.
- 12 février : Yves de Kerguelen Tremarec découvre les îles Kerguelen.

### 1773
- Fondation à Paris du Grand Orient de France.
- Échec du projet de mariage entre Louis XV et Mme du Barry.
- 6 octobre : Naissance du futur Louis-Philippe Ier, fils du duc d'Orléans.

### 1774
- 10 mai : Louis XV meurt de la petite vérole.